# Georg Christof Reinhart

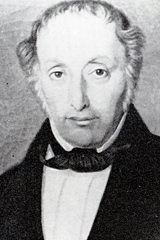
Georg Christof Reinhart; zeitgenössisches Gemälde

Georg Christof Reinhart (auch: Georges Reinhart; * 21. März 1838 in Worms; † 30. April 1899 ebenda) war ein deutscher Lederfabrikant und großherzoglich hessischer Kommerzienrat in Worms.

## Leben und Wirken
Er war der Sohn der aus Mainz nach Worms verzogenen Eheleute Nikolaus Andreas Reinhart I. (1809–1871) und Maria Elisabeth, geb. Schmitt (1810–1868). Der Vater, ein Gerber, erwarb 1836 die Gerberei Daniel Löb in Worms und gründete 1840 gemeinsam mit dem ebenfalls aus Mainz stammenden Johann Baptist Doerr (1811–1892) eine Lacklederfabrik, die zu einem der bedeutendsten Industriebetriebe der Stadt aufstieg. Sie firmierte unter der Bezeichnung „Doerr & Reinhart“ und war die erste von katholischen Unternehmern gegründete bzw. betriebene Fabrik in Worms.
Als der Vater 1871 starb, trat Georg Christof Reinhart in der Lederfabrik seine Nachfolge an.
Er wurde dabei unterstützt vom Mitbegründer Johann Baptist Doerr, von dessen Sohn Fritz Doerr sowie von seinem eigenen Bruder Nikolaus Andreas Reinhart II.  (1841–1910), der jedoch seit 1878 auch gleichzeitig Abgeordneter in der 2. Kammer des Hessischen Landtages war. Seine Schwester Anna Reinhart (1836–1901) hatte 1853 den Firmen-Mitgründer Johann Baptist Doerr geheiratet, wodurch sich die Fabrik ausschließlich im Familienbesitz befand. Sie war auch Inhaberin des seltenen Verdienstkreuzes für Frauen und Jungfrauen 1870/71.

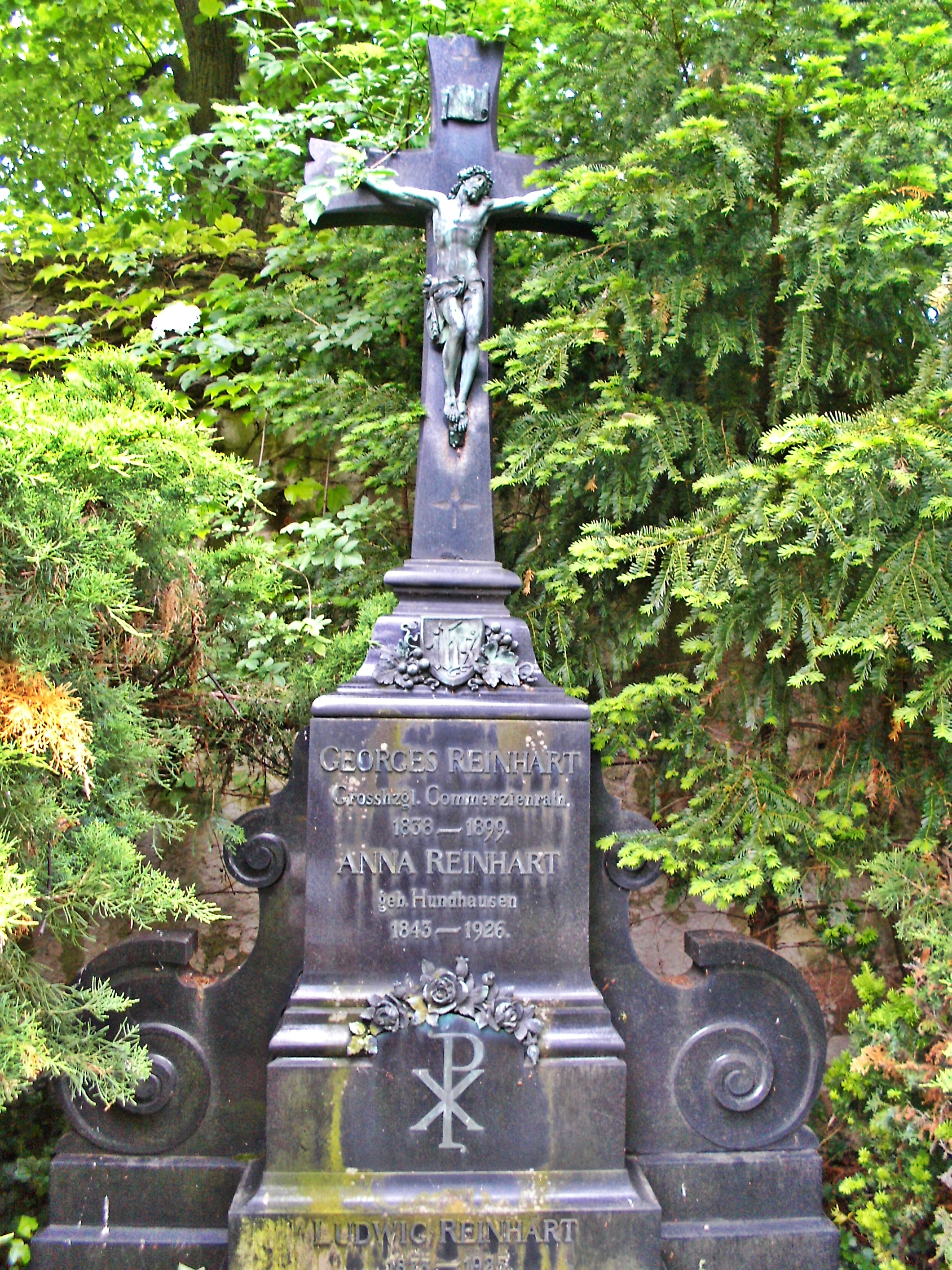
Grab auf dem Hauptfriedhof Hochheimer Höhe, Worms

Die Firma  „Doerr & Reinhart“ bewies ein großes Verantwortungsbewusstsein um das Wohlergehen ihrer Arbeitskräfte. Vorbildlich waren die frühzeitige Einrichtung einer firmeneigenen Konsumanstalt, einer Brotbäckerei und einer Speiseanstalt sowie einer Medikamenten-Kasse, die 1884 in eine Betriebskrankenkasse umgewandelt wurde. 1889 rief die Werksleitung einen Arbeiterausschuss ins Leben und ließ kostengünstige Arbeiterhäuser errichten. 1880 beschäftigte der Betrieb bereits 700 Arbeiter.

## Familie
Georg Christof Reinhart, welchem der Titel eines großherzoglichen Kommerzienrates verliehen wurde, war mit Anna Clara Josepha Hundhausen (1843–1926) verheiratet, Tochter des Notars Ludwig Hundhausen in Gau-Algesheim und dessen Frau Susanna Anna Valckenberg, einer Enkeltochter des früheren Wormser Bürgermeisters Peter Joseph Valckenberg (1764–1837).
Reinharts Schwager (Bruder seiner Frau) war der katholische Priester und Mainzer Theologieprofessor Ludwig Joseph Hundhausen (1835–1900).
Das Paar hatte 6 Kinder:
- Nikolaus Ludwig Reinhart (1871–1947), Mitinhaber der Firma, verheiratet mit Caroline geb. Fech (1877–1947)
- Ludwig Reinhart (1877–1925), Mitinhaber der Firma
- Georg Nikolaus Reinhart (1880–1956), Direktor der Siemens-Schuckertwerke
- Susanna Reinhart (1867–1952), verheiratet mit Georg Perschke, Offizier (1861–1905)
- Elisabeth Anna Maria Reinhart (1868–1942), verheiratet seit 1889 mit dem späteren hessischen Innenminister Fritz Albert Johann Eduard Adolf von Hombergk zu Vach (1857–1935)[9]
- Julie Sophie Marie Reinhart (1871–1954), verheiratet seit 1895 mit Friedrich von Wachter, preußischer Generalmajor (1857–1926)

Georg Christof Reinhart und seine Gattin Anna geb. Hundhausen wurden auf dem Wormser Hauptfriedhof Hochheimer Höhe beigesetzt, wo sich ihr aufwändiges Granitgrabmal, in dezidiert katholischen Schmuckformen (Kruzifix, IHS- sowie PX-Monogramm), erhalten hat.